# Васил Божиков
Васил Георгиев Божиков е бивш български футболист, Божиков играе като ляв краен бранител, но понякога е използван и от дясно на отбраната, както и като централен защитник.
Роден е на 2 юни 1988 година в Гоце Делчев. Юноша е на „Пирин“-Гоце Делчев. Играе за „Левски“ (Карлово) и „Гигант“ (Съединение), през 2010 година е привлечен от „Миньор“ Перник.
Защитникът, който рядко през 2011 година намира място в основния състав на Миньор, отива на проби в белгийският тим Генк. Преминава пробите и участва в контролата срещу Байер Леверкузен, но до договор не се стига.
В началото на декември 2011 г. подписва за три години с актуалния шампион Литекс (Ловеч).
На 15 юли 2015 г. след отпадането на „Литекс“ от евротурнирите е трансфериран в турския Касъмпаша, като подписва договор за 2+1 години, а трансферната сума е на стойност 400 хил. евро.